# Zoe Perry
Zoe Perry (Chicago, 26 settembre 1983) è un'attrice statunitense, nota soprattutto per aver interpretato il personaggio di Mary Cooper nella serie televisiva Young Sheldon.

## Carriera
Zoe Perry è nata a Chicago dagli attori Laurie Metcalf e Jeff Perry. 
Ha iniziato a esibirsi alla Northwestern University; dopo la laurea si è trasferita a New York per cercare lavoro e ottenendo piccoli ruoli in serie televisive come Law & Order: Criminal Intent, per poi tornare poi in California per lavoro in campo teatrale.
Nel 2013 si è esibita in The Other Palace a Broadway al fianco della madre. Da allora ha lavorato con regolarità, alternandosi tra televisione e teatro.
Nel 2017 è stata scelta per interpretare la versione più giovane di Mary Cooper per Young Sheldon, spin-off della sitcom della CBS The Big Bang Theory, in cui lo stesso personaggio era stato interpretato dalla madre, Laurie Metcalf.

## Filmografia

### Cinema
- Allegretto '75, regia di Scott Lucy - cortometraggio (2005)
- Sex List - Omicidio a tre (Deception), regia di Marcel Langenegger (2008)
- L'amore impossibile di Fisher Willow (The Loss of a Teardrop Diamond), regia di Jodie Markell (2008)
- Turkey Bowl, regia di Kyle Smith (2011)
- Cotton, regia di Marty Madden (2015)
- No Pay, Nudity, regia di Lee Wilkof (2016)

### Televisione
- Pappa e ciccia (Roseanne) - serie TV,  episodi 5x07-7x19 (1992-1995)
- Law & Order: Criminal Intent - serie TV, 1 episodio (2006)
- Conviction - serie TV, 2 episodi (2006)
- My Boys - serie TV, 4 episodi (2006-2010)
- Cold Case - Delitti irrisolti - serie TV, 1 episodio (2007)
- Private Practice - serie TV, 1 episodio (2008)
- Ave 43 - serie TV, 1 episodio (2009)
- Grey's Anatomy – serie TV, episodio 9x05 (2012)
- NCIS - Unità anticrimine - serie TV, 2 episodi (2016)
- The Family - serie TV, 9 episodi (2016)
- Brooke, regia di Morgan Beck - film TV (2016)
- Liv e Maddie - serie TV, 1 episodio (2017)
- Scandal - serie TV, 9 episodi (2017)
- Young Sheldon - serie TV, 106 episodi (2017-2024)
- Georgie & Mandy's First Marriage – serie TV (2024)

## Teatrografia
- My Thing of Love (1992)
- Pot Mom (1998)
- The Late Christopher Bean (2006)
- The Lieutenant of Inishmore (2010)
- The Autumn Garden (2010)
- End Days (2011)
- The Autumn Garden (2011)
- The Other Palace (2012-2013)
- Good Television (2013)
- The Way West (2014)
- Anna Christie (2015)
- I'II Get You Beck Again (2015)

## Doppiatrici italiane
Nelle versioni in italiano delle opere in cui ha recitato, Zoe Perry è stata doppiata da:
- Francesca Manicone in Private Practice
- Tiziana Martello in Law & Order: Criminal Intent
- Emilia Costa in NCIS - Unità anticrimine
- Ilaria Stagni in The Family
- Georgia Lepore in Grey's Anatomy
- Tiziana Bagatella in Liv e Maddie
- Chiara Gioncardi in Young Sheldon
- Jolanda Granato in Scandal

## Riconoscimenti
- Critics' Choice Awards 2018 – Candidatura per miglior attrice non protagonista in una serie comica per Young Sheldon